# Постфельд
Постфельд (нім. Postfeld) — громада в Німеччині, розташована в землі Шлезвіг-Гольштейн. Входить до складу району Плен. Складова частина об'єднання громад Прец-Ланд.
Площа — 8,33 км2. Населення становить 440 ос. (станом на 31 грудня 2020).